# Chiesa di Mater Amabilis
La chiesa di Mater Amabilis è una parrocchiale di Milano, in città metropolitana e arcidiocesi di Milano.

## Storia
La chiesa viene costruita nel 1956 nell'area della Fiera Campionaria, grazie ad uno spazio acquistato in precedenza dal mons. Alfonso Zanolli.
Era parte di un progetto dell'arcivescovo Montini per aumentare la disponibilità di parrocchie nella città, che aveva subito una grande crescita fra il boom post-seconda guerra mondiale e l'immigrazione dal Mezzogiorno.
Tra il 1970 e il 1979 viene sottoposta a lavori di ristrutturazione, con l'adattamento liturgico del presbiterio e la costruzione di cinque diaframmi in cemento per rinforzarne la struttura.

## Architettura
La chiesa si trova all'interno di un palazzo, al primo piano, dove si trovano anche la canonica e gli uffici parrocchiali: la facciata ricorda una facciata a salienti, con un rosone cieco.
All'interno vi è un'unica navata scarsamente decorata, dato che l'elemento principale di decorazione è nelle vetrate. Il presbiterio, rialzato da tre gradini, viene contenuto interamente dallo spazio con volta a botte.